# Беквурт (Каліфорнія)
Беквурт (англ. Beckwourth) — переписна місцевість (CDP) в США, в окрузі Плумас штату Каліфорнія. Населення — 478 осіб (2020).

## Географія
Беквурт розташований за координатами 39°50′36″ пн. ш. 120°23′55″ зх. д. / 39.84333° пн. ш. 120.39861° зх. д. (39.843395, -120.398649).  За даними Бюро перепису населення США в 2010 році переписна місцевість мала площу 30,26 км², з яких 30,25 км² — суходіл та 0,01 км² — водойми.

## Демографія
Згідно з переписом 2010 року, у переписній місцевості мешкали 432 особи в 196 домогосподарствах у складі 131 родини. Густота населення становила 14 особи/км².  Було 342 помешкання (11/км²).
Расовий склад населення:
| - 93,1 % — білих - 2,5 % — корінних американців - 0,5 % — азіатів - 0,2 % — вихідців з тихоокеанських островів - 1,6 % — осіб інших рас |

До двох чи більше рас належало 2,1 %. Частка іспаномовних становила 6,7 % від усіх жителів.
За віковим діапазоном населення розподілялося таким чином: 16,4 % — особи молодші 18 років, 60,9 % — особи у віці 18—64 років, 22,7 % — особи у віці 65 років та старші. Медіана віку мешканця становила 53,9 року. На 100 осіб жіночої статі у переписній місцевості припадало 118,2 чоловіків;  на 100 жінок у віці від 18 років та старших — 121,5 чоловіків також старших 18 років.
Цивільне працевлаштоване населення становило 73 особи. Основні галузі зайнятості: освіта, охорона здоров'я та соціальна допомога — 56,2 %, виробництво — 43,8 %.